# Jorge Torres Nilo
Jorge Emmanuel Torres Nilo (Tijuana, 16 de janeiro de 1988). É um ex-jogador profissional de futebol de nacionalidade mexicana.

## Carreira
Torres Nilo começou sua carreira no Club Atlas em 2006, ainda jogando a segunda divisão pelos Academicos.